# Scientology gegen das Internet

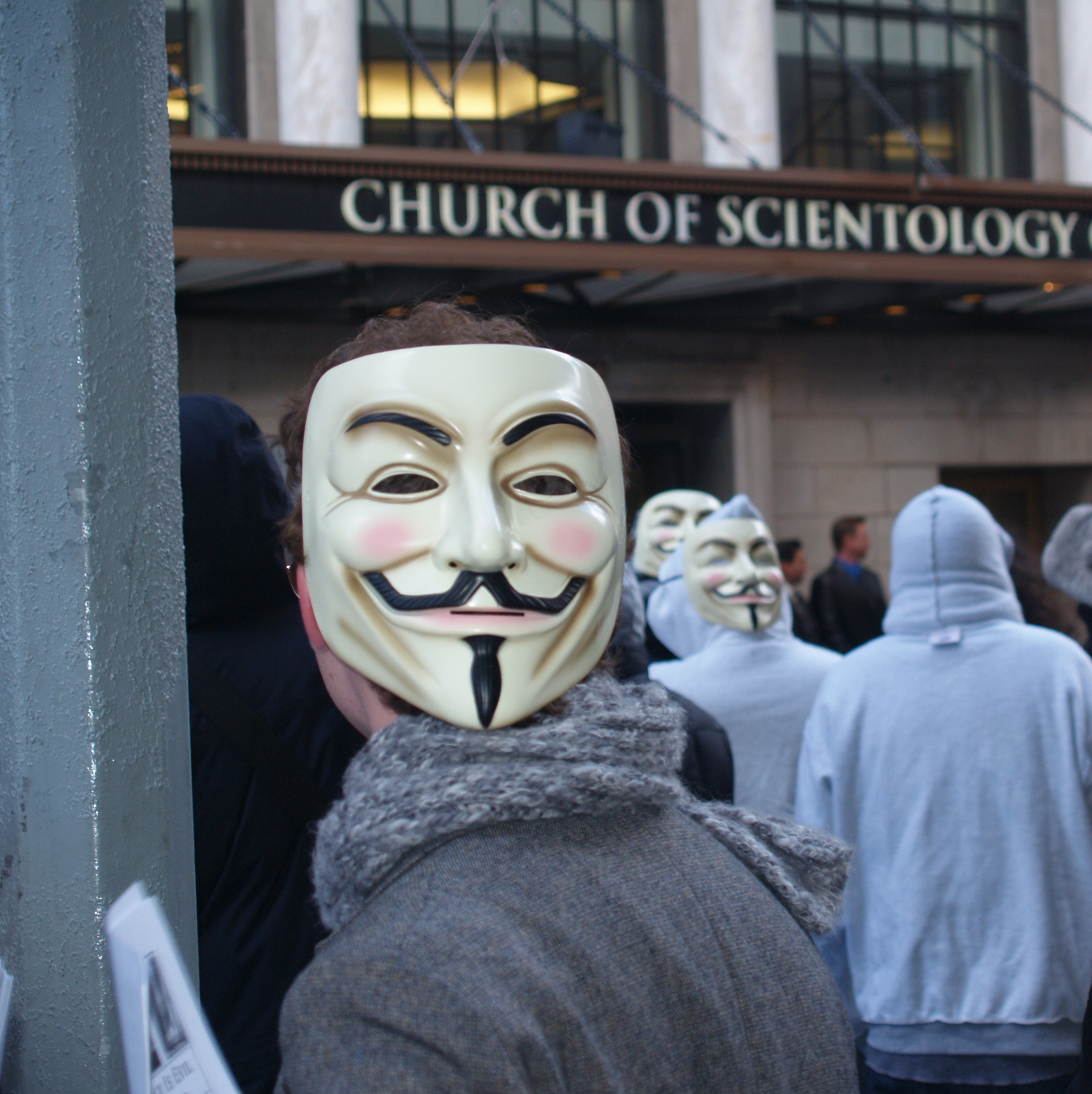
Ein Mitglied der Internet-Gruppe Anonymous, die in vielen Ländern Proteste gegen die Scientology-Kirche organisiert

Als Scientology gegen das Internet bezeichnen Anti-Scientology-Aktivisten eine durch Scientology initiierte Menge von Maßnahmen gegen ihre Gegner. Dabei halten die Anti-Scientology-Aktivisten Scientology vor, Zwangsmaßnahmen mit Hilfe von Polizei, Anwälten und Gerichten in den USA, Finnland, Schweden und den Niederlanden zu betreiben.
Diese Maßnahmen werden Scientology seit 1994 in diversen Veröffentlichungen unterschiedlicher Computer-Fach-Zeitschriften vorgeworfen; Ziel dieser Maßnahmen sei es, die Verbreitung „geheimer“ oder unliebsamer Dokumente zu verhindern, die von dem Gründer der Church of Scientology L. Ron Hubbard geschrieben wurden, insbesondere die OT-III-Dokumente, in denen es um Xenu geht.
Zu diesen Vorgehensweisen zählen unter anderem:
- Selbst bei kurzen Zitaten aus Scientology-Schriften wird bisweilen wegen Copyright-Verletzung Klage angedroht. In einigen Fällen wurde eine solche Klage auch eingereicht.
- Einigen Websites, die das Wort Scientology oder das 8-zackige Scientology-Kreuz verwenden, wurde unter Hinweis auf einen angeblichen Missbrauch der Handelsmarke (Trademark) Scientology Klagen angedroht.
- Gebrauch des Digital Millennium Copyright Act (DMCA), um missliebige Internet-Seiten zu stoppen: nach US-amerikanischem Recht genügt die Behauptung, dass eine Internet-Seite US-amerikanisches Urheberrecht (copyright) verletzt, damit der (amerikanische) Provider die Seite löschen muss, um nicht selbst einer Copyright-Verletzung schuldig zu werden. Gegen unberechtigte Behauptungen von Copyright-Verletzungen kann man nur mittels (teurer) Prozesse in den USA vorgehen. Durch die Verwendung eines Providers außerhalb der USA lässt sich dieses Problem jedoch oft umgehen.
- Verteilen eines Internet-Filter-Programms an die eigenen Anhänger, der die Betrachtung kritischer Seiten, die Namen von Kritikern enthalten, und Scientology-fremden Religions-Materials verhindert.
- Überschwemmen der Usenet-Gruppe alt.religion.scientology mit unsinnigen computergenerierten Beiträgen, um Leser abzuschrecken.
- Publizieren von zahlreichen, sehr ähnlichen Internet-Seiten (seit 2005 auch Blogs) und Domains („Linkfarmen“), um anderslautende Seiten aus Suchmaschinen zu verdrängen.
- Veröffentlichen von verleumderischen Desinformations-Seiten über Gegner.

Klagen von Scientology waren auch der Grund dafür, dass der weltweit erste Nym Remailer 1996 nach dreieinhalb Jahren seinen Betrieb einstellte. Internetnutzer hatten diesen Dienst (anon.penet.fi) verwendet, um unter Pseudonym internes Scientology-Material in verschiedenen Diskussionsforen zu veröffentlichen. Nachdem Scientology vor einem finnischen Gericht die Herausgabe von drei Absenderadressen erzwungen hatte, gab der Betreiber von anon.penet.fi, Johan Helsingius, das Projekt auf.